# Mistrz Bertram

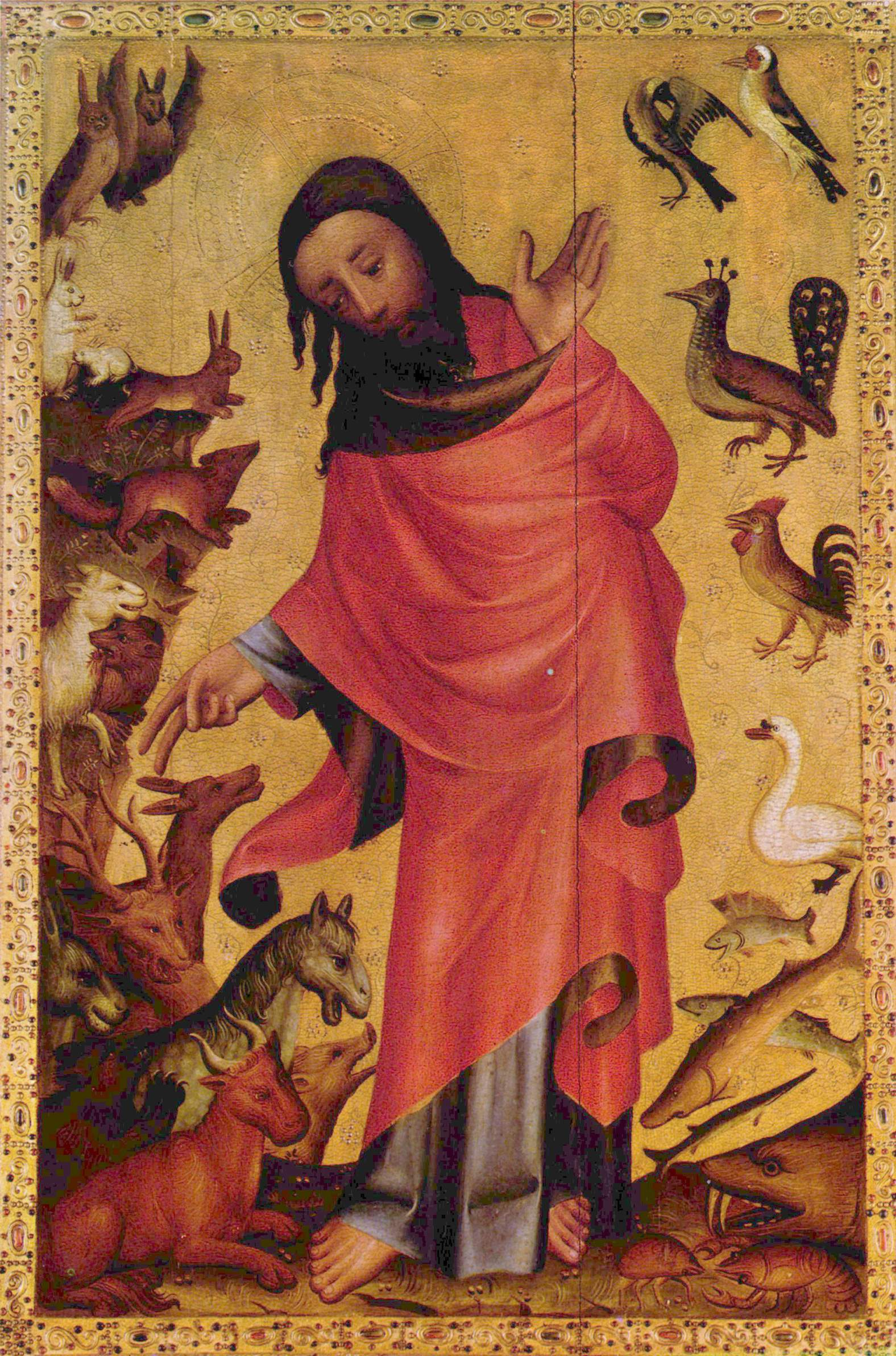
Stworzenie zwierząt, tablica ołtarza głównego kościoła Św. Piotra w Hamburgu (ob. Kunsthalle, Hamburg)

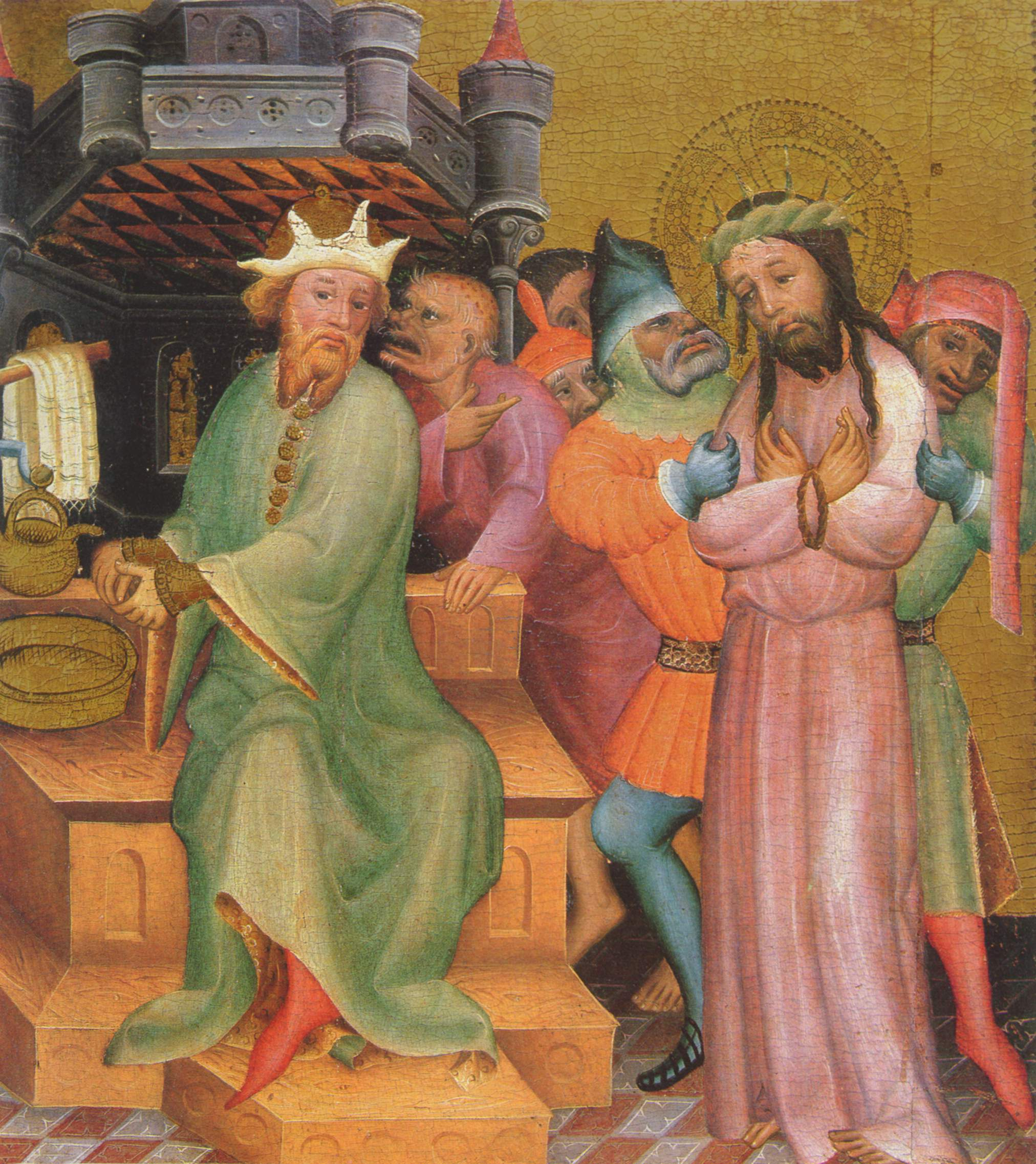
Chrystus przed Piłatem – fragment ołtarza pasyjnego z kościoła Św. Jana w Hamburgu (ob. Niedersächsisches Landesmuseum, Hannover)

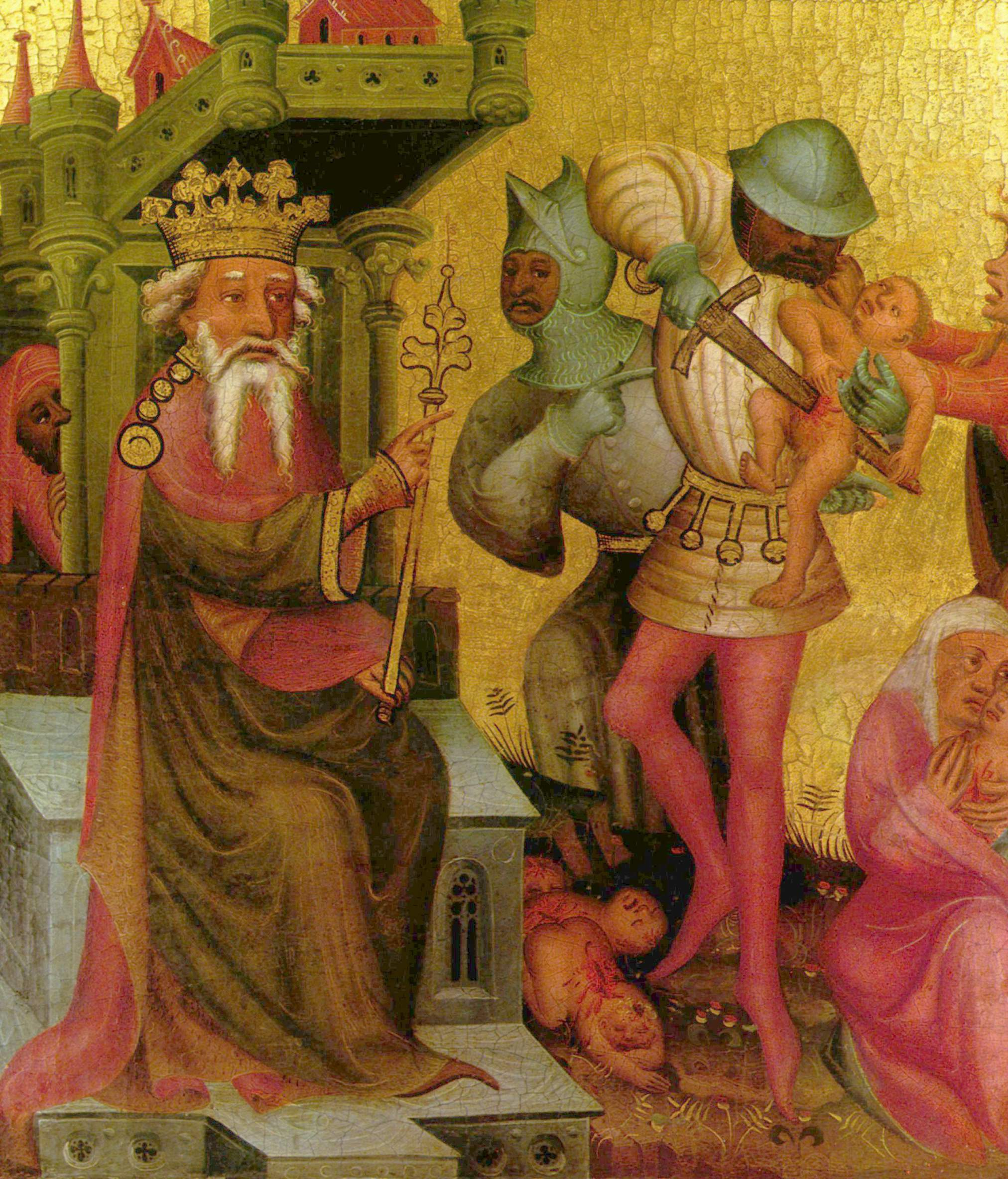
Rzeź niewiniątek, tablica ołtarza z Buxtehuder

Mistrz Bertram z Minden – (niem. Meister Bertram von Minden, ur. 1340 w Minden – zm. 1414/15 w Hamburgu), malarz reprezentujący sztukę gotycką w północnych Niemczech. Dzieła artysty, których większość wchodzi w skład zbiorów hamburskiej Kunsthalle, należą do wczesnej odmiany stylu, który objął sztukę większości krajów Europy, zwanego stylem pięknym.

## Życiorys
Podobnie jak w przypadku większości artystów średniowiecznych, o Mistrzu Bertramie wiadomo stosunkowo niewiele. Wszystko co wiadome, pochodzi z analizy danych źródłowych. Krótko, ale treściwie mówią o nim zachowane informacje z kroniki miejskiej Hamburga: Anno 1383 wort de tafel des hogen altares tho S. Peter tho Hamborch gemaket, hetede mester Bertram zvan Mynden – wynika z tego, iż twórca najważniejszego jego dzieła, retabulum ołtarza głównego z kościoła Św. Piotra w Hamburgu pochodził z Minden w Westfalii. Dane źródłowe ukazują także relacje artysty z inteligencją hamburskiego środowiska mieszczańskiego. Otóż fundatorami byli Wilhelm Horborch, uczony, pochodzący ze starej hamburskiej rodziny rajców, brat Wilhelma, Bertram Horborch – imiennik artysty był w latach 1366–1396 burmistrzem miasta. Tenże utrzymywał silne kontakty z cesarzem i królem Czech Karol IV i z papieżem w Awinionie. Liczne analogie stylowe dzieł artysty z malarstwem czeskim doby Luksemburgów sugerują, iż Mistrz Bertram (po raz pierwszy wspomniany w aktach hamburskich w 1367) spędził pewien czas w Pradze, która w dobie panowania Karola IV stała się jednym z najważniejszych ośrodków artystycznych w Europie. Ponadto miasta portowe pobrzeża Morza Północnego i Bałtyckiego (Brema, Hamburg, Lubeka) pełniły ważną rolę polityczną i kulturalną.

## Twórczość
Mistrz Bertram, podobnie jak Brat Francke, reprezentuje gotyckie malarstwo tablicowe, które w środowisku czeskim zaczynało odgrywać coraz większą rolę (Mistrz z Vyzsego Brodu, Mistrz Teodoryk). Ważnym czynnikiem, który ukształtował styl Bertrama był uniwersalizm stylu Mistrza Teodoryka na terenie nie tylko Czech, ale także w północnych i środkowych krajach Rzeszy. Nieobca mu była również twórczość działającego w Dortmunddzie Konrada von Soest czy malarzy wywodzących się z wówczas prężnie działającego środowiska kolońskiego. Malował obrazy do retabulów ołtarzowych. Poszczególne obrazy wyróżniają się klarowną i zwartą kompozycją (m.in. dzięki ograniczeniu liczby postaci do głównych bohaterów poszczególnych wątków), miękkim światłocieniowym modelunkiem szat, przewaga waloru nad linią, konturem (jest to recepcja czeskiego malarstwa), równowagą między elementami krajobrazowymi i figuralnymi a tłem. Choć malował tradycyjne gotyckie złote tła, w jego obrazach widać dążenie do przestrzenności kompozycji, w sposób delikatny i zrównoważony wprowadzał motywy pejzażowe i architektoniczne, ujmując je w silnym skrócie. Poszczególne wątki narracyjne cechuje nastrój głębokiego liryzmu.

## Dzieła
Przypisuje się Mistrzowi Bertramowi i jego warsztatowi następujące dzieła:
- Cykl obrazów Ołtarza z kościoła Św. Piotra w Hamburgu – 24 sceny z Genesis oraz z dzieciństwa Chrystusa. Całe retabulum zostało wykonane w latach 1379–1393 – jest to wielki tryptyk pełniący funkcję ołtarza głównego hamburskiej fary. W 1793 ołtarz został przeniesiony do miejscowości Grabow (stąd w literaturze występuje również nazwa Ołtarz Grabowski, niem. Grabower Altar). Odkryty w 1900 i doceniony przez malarza, dyrektora hamburskiego Kunstalle Alfreda Lichtwarka, został przeniesiony do zbiorów tego muzeum. Po otwarciu skrzydeł widoczne są liczne rzeźbione figury świętych, oraz scena Ukrzyżowania Chrystusa.
- Ołtarz pasyjny z kościoła Św. Jana w Hamburgu (obecnie w zbiorach Niedersächsisches Landesmuseum w Hanowerze zawierający skrzydła z 16 scenami z Pasji Chrystusa.
- Ołtarz z Hervestehude (ok. 1385, Kunsthalle Hamburg).
- Ołtarz z Buxtehude (ok. 1410, Kunsthalle Hamburg).

Dwa ostatnie dzieła były w starszej literaturze identyfikowane z Mistrzem. Jednak różnice w cechach stylistycznych sugerują udział warsztatu działającego przy artyście.